# Niger aux Jeux olympiques d'été de 2004
Le Niger a envoyé 3 athlètes aux Jeux olympiques d'été de 2004 à Athènes en Grèce.

## Résultats

### Athlétisme
400 mètres haies hommes :
- Ibrahim Tondi
  - 1er tour : 52 s 62 (7e dans la 5e série, éliminé, 34e au total)

400 mètres femmes :
- Salamtou Hassane
  - 1er tour : 1 min 03 s 28 (7e dans la 6e série, éliminée, 41e au total) (Record du Niger)

### Judo
Poids mi-léger hommes (- de 66 kg) :
- Abdou Alassane Dji Bo
  - 16e de finale : Perd contre Jozef Krnáč (Slovaquie) (Kuzure-kami-shiho-gatame ; w'ari ippon - 1:33) (qualifié dans le premier tour de repêchage)
  - 1er tour de repêchage : Perd contre Oscar Penas (Espagne) (Kuchiki-taoshi; ippon - 4:14)

### Natation
50 mètres nage libre hommes :
- Ibrahim Maliki
  - Séries : 26.81 s (69e au total, éliminé)

## Officiels
- Président : Mamadou Talata Doulla
- Secrétaire général : Ide Issaka